# Исидор Севиљски
Исидор Севиљски (шп. Isidoro de Sevilla, лат. Isidorus Hispalensis) је био севиљски надбискуп од 601. до 636. године. На том положају је наследио старијег брата Леандра Севиљског. Рођен је око 560. године, а умро је 4. априла 636. године. Сматра се једним од најученијих људи раног средњег века на хришћанском Западу. Његова теолошка и остала дела најзначајнији су извор за верску и политичку историју Хиспаније у 6. и 7. веку. Одиграо је истакнуту улогу у црквеном и друштвеном животу Визиготске краљевине. Био је један од најзначајнијих учесника на црквено-државним саборима у Толеду и Севиљи. Као један од најодлучнијих бораца против аријанства, стекао је велике заслуге за сузбијање те јереси у Визиготској краљевини. На другој страни, био је велики поборник учења о двоструком исхођењу Светог духа, што није било у складу са начелима правоверног хришћанства.

## Биографија

### Детињство и образовање
Исидор је рођен у Картахени, у Хиспанији. Отац му се звао Северијан, а мајка Теодора. Припадао је породици чији су чланови активно учествовали у сузбијању аријанства међу Визиготима у Хиспанији. Због заслуга стечених на том пољу, били су проглашени свецима:
- Леандар, Исидров старији брат, био је његов директни претходник на функцији севиљског надбискупа, и противник визиготског краља Леовигилда.
- Фулгенције, Исидоров млађи брат, добио је на управу епископију у Есихи (шп. Écija, лат. Astigi) на самом почетку владавине краља Рекареда.
- Флорентина, Исидрова млађа сестра, калуђерица, за коју се тврди да је водила преко 40 манастира.

Као веома млад, Исидор је остао без родитеља, те је бригу о њему преузео старији брат, Леандар. Основно образовање Исидор је примио у школи катедрале у Севиљи. У овој институцији, која је била прва своје врсте у Хиспанији, тривијум и квадривијум су предавали високоучени људи међу којима се налазио и Исидров старији брат, надбискуп Леандар. Исидор је био напредан ученик и за врло кратко време овладао је латинским, грчким и хебрејским језиком.
Да ли је Исидор икада прихватио монашки живот или није, још увек је отворено питање, али иако он сам никада није припадао ни једном монашком реду, имао је веома високо мишљење о монасима и веома их је ценио. Након смрти старијег брата Леандра, који је умро 600. или 601. године, постао је нови севиљски надбискуп.

### Севиљски надбискуп
Након Леандрове смрти, Исидор га је наследио на месту надбискупа Севиље. Време у ком је Исидор био надбискуп било је време унутрашњих превирања у Визиготској краљевини. Старе институције класичног образовања Римског царства брзо су нестајале. Схвативши да и духовна и материјална добробит једног народа зависи од потпуне асимилације страних елемената, Исидор је започео рад на што већем приближавању разних народа који су тад живели у Хиспанији. Поред своје главне борбе против аријанства, такође је радио и на побољшању образовања. Основао је школу у Севиљи у којој је и сам предавао. На црквено-државним саборима је играо веома значајну улогу, поготову у Толеду (589), Севиљи (619) и опет у Толеду (633). На овим саборима су донете одлуке које су коренито допринеле променама у организацији цркве у Хиспанији. Изузетно образован, са савршеним познавањем латинског, Исидор је своју интелектуалну радозналост и огромнио знање преточио у енциклопедијску форму.

### Сабори у Толеду и Севиљи
Исидоров брат Леандар је значајно допринео одлуци визиготског краља Рекареда I да напусти аријанство, што је озваничено 589. године на Трећем толедском сабору. Међутим, на истом сабору је усвојено и учење о двоструком исхођењу Светог духа, што није било у складу са начелима правоверног хришћанства. Ради афирмације тог новог учења, усвојен је и нови, Толедски симбол вере, који је настао уметањем израза Филиокве (лат. Filioque) у Никејско-цариградски симбол вере. По томе је учење о двоструком исхођењу Светог духа постало познато као филиоквистичко или двоисходно. Одлуке овог сабора имале су далекосежне последице за историју хришћанства.
Сам Исидор је председавао Другом сабору у Севиљи (619) у време када се на визиготском престолу налазио краљ Сисебут. Овом сабору нису присуствовали само хиспански прелати, већ и прелати из Нарбона и неких других области Галије. Делатност овог сабора је била усмерена првенствено ка коначном искорењивању свих остатака аријанства.
Четврти сабор у Толеду одржан је 633. године, у присуству краља Сисенанда. Иако већ у поодмаклим годинама, Исидор је поново лично председавао сабором, на коме је изнова потврђено учење о двоструком исхођењу Светог духа. Додатни значај овог сабора је у томе што су се на њему донеле важне одлуке које ће допринети коренитој промени организације цркве у Хиспанији. По закључцима сабора, црква је била слободна и независна али је ипак полагала заклетву верности владајућем краљу Визигота. Потчињеност римском епископу тј. папи нигде се не спомиње у актима овог сабора. Изгласано је 29 нових канона у вези са црквеном дисциплином и администрацијом, осам их се односило на монахе и покајнике, десет на Јевреје, и осам на робове којима су црквене власти дале слободу. Ипак, најзначајније практичне одлуке се односе на решавање питања организације школа које је сада сваки бискуп морао да отвори при свом епископском седишту. За обавезне предмете су сматрани грчки, хебрејски и седам слободних вештина. Такође, охрабрено је и изучавање права и медицине.

## Дела
Исидор Севиљски је био један од најзначајнијих и најученијих људи на тлу тадашње Хиспаније. Говорио је течно грчки, латински и хебрејски. Његова дела откривају свестраног и елоквентног аутора који је у свом лику представљао скуп свих наука тог времена.
Његова дела, која су многобројна и укључују веома велики број тема - наука, право, историја или теологија - прилично су несистематична и некритична, и своде се на препричавање и описивање примарних извора који су у то доба били приступачни. Ипак, дело Исидора Севиљског је послужило да се античка мисао на какав такав начин сачувају античка знања кроз Средњи век. Језик којим се користи је латински са великим утицајима народног језика, зачетка данашњег шпанског. Писао је много, био је одличан познавалац Библије што је у својим делима више пута доказао, међутим, био је више репродуктиван него оригиналан писац. Његова најважнија дела су:

### Етимологије
Етимологије (лат. Etymologiae) или Порекла (лат. Orgines) је према Браулију и Илдефонсу, његово последње дело. Састоји се од 448 поглавља разврстаних у 20 књига, и обрађује широку лепезу наука на веома сажет, методичан и приступачан начин. Исидор је у ствари, кроз објашњење порекла и корена речи, покушао да састави кратак пресек универзалних знања, у ствари прву средњовековну енциклопедију. За доба у ком је живео, ово дело је било од непроцењиве вредности. Теме обрађене у књигама су следеће:
1. Граматика у 44 поглавља која садржа огромну количину информација описану на приступачан начин.
2. Реторика и дијалектика, у 31 поглављу.
3. Четири математичке науке:аритметика (9 поглавља), геометрија (5 поглавља), музика (9 поглавља) и астрономија (48 поглавља).
4. Медицина у 13 поглавља.
5. Право у 27 поглавља. Време у 12 поглавља.
6. Црквене књиге и позиви, 19 поглавља.
7. О Богу, анђелима и другим заповедима за вернике, 14 поглавља.
8. О Цркви и разним сектама, 11 поглавља.
9. Језици, народи, краљевства, ратови, грађани и односи, 7 поглавља.
10. Садржај по алафабетском реду и објашњење етимологије неких речи. С данашње тачке гледишта, многа етимолошка објашњења која је Исидор дао су наивна и научно незаснована.
11. О људима и предосећајима у 4 поглавља.
12. О животињама у 8 поглавља.
13. О Универзуму (сету) у 22 поглавља.
14. О Земљи и њеним деловима у 9 поглавља.
15. Грађевине, преглед земљишта, путева итд. у 16 поглавља.
16. Минералогија, стене, тежине, мере и метали у 27 поглавља.
17. Пољопривреда у 11 поглавља.
18. Рат и ратне игре у 69 поглавља.
19. Бродови, архитектура, разне врсте одеће, у 34 поглавља.
20. Храна, оруђа за домаћинство и пољопривреду, кочије, узде, итд. у 16 поглавља

### Историја Гота, Вандала и Свева
Историја Гота, Вандала и Свева (лат. Historia de regibus Gothorum, Vandalorum et Suevorum). Од свих Исидорових дела, историографска дела имају највећу практичну вредност. Ово дело је један од главних извора о животу Визигота. На основу његове Историје базирало се све касније писање историјских дела у средњовековној Шпанији. Иако према др Хугу Херцбергу Исидор није ни поседовао велики материјал, нити оно што је имао, користио на правилан начин јер је његов избор и распоред података често лош, а хронолошки ред догађаја често занемариван. Међутим, и поред свих ових замерки, поједини делови историје Гота су од непроцењиве вредности. Почев од Еурихове владавине па током прилично дугог периода, Исидор је једини извор о животу Визигота. Само захваљујући њему, данас знамо за Еурихов законик, као и о владавини Гесалиха, Теудиса, Теудигисила, Агиле и Атанагилда. И владавини Леовигилда и Рекареда имамо и друге изворе, али одређене информације које додаје Исидор су веома вредне. Од Рекареда до Свинтиле, Исидор је опет најбољи, а понекад и једини извор. С друге стране, што се тиче историје Вандала и Свева, његови списи су готово без историјске вредности, јер постоје други, вернији извори.

### Друга дела
Следе нека од осталих Исидрових дела:
- Хроника (лат. Chronicon) је кратак преглед историје од настанка света до владавине цара Ираклија и краља Сисебута[7].
- О природи ствари (лат. De Natura Rerum Liber) је један од најпознатјих Исидорових трактата, посвећен визиготском краљу Сисебуту[7]. Овде Исидор расправља о природи — сунцу, месецу, звездама, годишњим добима, равнодневници, планетама, води и др.
- О црквеним дужностима (лат. De Ecclesiasticis Officiis) говори о дужностима црквених лица и цркве, о црквеним правилима, заређењу, дужностима викара, презбитера, вратара, истеривача ђавола, девица, удовица, удатих и ожењених, крђтењу, вери, причешћу и др[7].
- О знаменитим људима (лат. De Viris Illustribus liber) је трактат о црквеним писцима које је Исидор сматрао битнима. Трактат обрађује 46 личности, а Брулије је додао и самог Исидора у издању које је он припремао (лат. Praenotatio librorum S. Isidori a Braulione edita). Међу 46 личности су и папа Гргур, Исидоров брат, Леандар, ђакон Макробије, Иларион из Арла, Максим из Сарагосе. Ово дело представља вредан сажетак важних догађаја из црквене историје[7].
- Монашка правила (лат. Regula Monachorum), овај трактат је неке навео да помисле да је Исидор припадао бенедиктинском монашком реду, међутим, не постоји довољно доказа за такву тврдњу[7].
- Синоним ламента душе грешника (лат. Synonyma de lamentatione animae peccatricis), једно од најчуднијих Исидорових дела написаних у овлику монолога[7].
- О католичкој вери и Новом завету против Јевреја (лат. De Fide Catholica ex Veteri et Novo Testamento contra Judaeos), трактат о Христу, упућен његовој сестри, Флорентини, очигледно написан на њен захтев[7].

## Значај
Исидор је био последњи међу хришћанским теолозима латинског Запада који је познавао античку филозофију. Његове Етимологије су сачувале бројне референце и изводе из разних данас изгубљених античких дела. Са друге стране, популарност и углед Исидорове енциклопедије су били толики да су нека дела, управо због доступности Етимологија, вероватно занемарена и заборављена. Његов савременик и пријатељ, Браулион Сарагоски сматрао га је за човека кога је Бог послао како би сачувао иберијске народе од варварских плима које су претиле да избришу остатке античке учености. Осми сабор у Толеду (653) је Исидора описао овим речима: "Тај невероватни доктор, последњи украс Правоверне цркве, најученији човек недавне прошлости, увек нека се ословљава са поштовањем."
Исидорове Етимологије биле су најпопуларнија средњовековна компилација и до 12. века и појаве превода класичних дела са арапског практично једини извор преко кога је латинска Европа познавала Аристотела и друге хеленске класике. У време ренесансе, Етимологије су и даље биле популарне тако да се између 1470. и 1530. појавило најмање десет штампаних издања. Римокатоличка црква је 1598. године канонизовала Исидора, а 1722. године уврстила га је на листу доктора тј. великих учитеља цркве на којој су пре њега уписани Јероним, Августин, Амброзије Милански, Гргур Велики, Атанасије Александријски, Василије Цезарејски, Григорије Ниски, Јован Златоусти, Бонавентура и Тома Аквински.